# Larned (Kansas)
Larned – miasto w Stanach Zjednoczonych, w stanie Kansas, siedziba administracyjna hrabstwa Pawnee.